# Carl Wingender
Carl Johann Baptist Wingender, Familienname auch in der Schreibweise Wingede und Wingeder (* 1812 in Prüm, Département de la Sarre; † 1894), war ein deutscher Porträt- und Jagdmaler der Düsseldorfer Schule.

## Leben

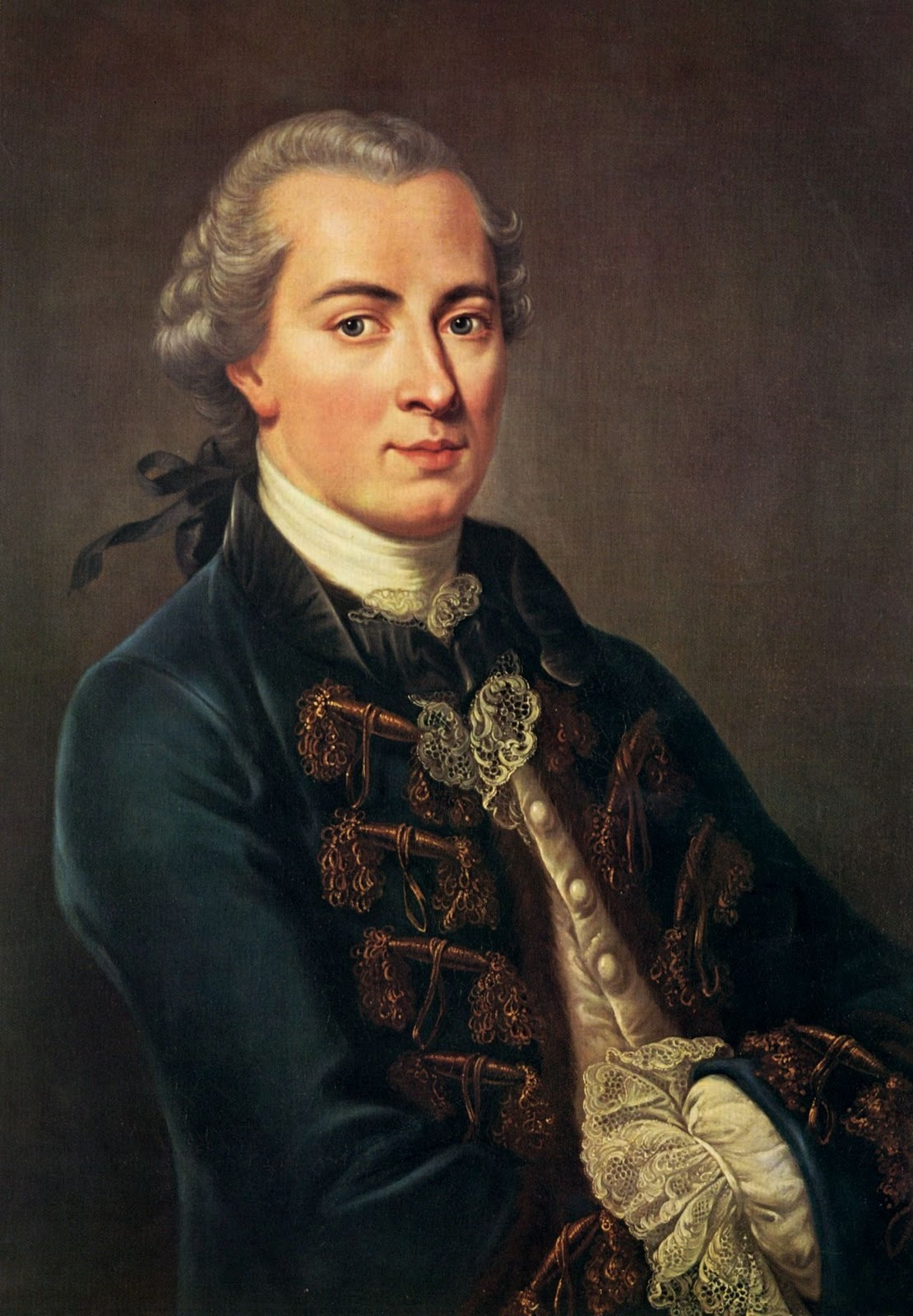
Bildnis des Friedrich Heinrich Jacobi, Kopie von Carl Wingender (Zuschreibung) nach einem Gemälde von Johann Christian von Mannlich, Goethe-Haus, Frankfurt am Main

Carl Wingender war Sohn des Elberfelder Oberprokurators Peter Carl Joseph Wingender († 1843). Er besuchte die Kunstakademie Düsseldorf von 1829/1830 bis 1836. Dort war er Schüler von Theodor Hildebrandt. Anschließend war er als Maler in Düsseldorf, später in Elberfeld ansässig. Ab 1833 war er auf Düsseldorfer Ausstellungen vertreten, hauptsächlich mit Bildnissen, 1835 auch mit dem Motiv Der Entenjäger. 1835 stellte er auf der Düsseldorfer Kunstausstellung ein Porträt aus. In Elberfeld teilte er sich 1851 vermutlich ein Atelier mit dem Maler Johann Richard Seel in der Casinostraße. Ein Adressbuch führt ihn 1877 als Elberfelder Maler in der Königstraße 36 auf.